# Alternative Press Music Award for Best Drummer
Der Alternative Press Music Award for Best Drummer, auf Deutsch „Alternative Press Music Award für den besten Schlagzeuger/die beste Schlagzeugerin“ ist ein Musikpreis, der seit 2014 bei den jährlich stattfindenden Alternative Press Music Awards verliehen wird. Ausgezeichnet werden Schlagzeuger, die nach Meinung der Leser des Alternative Press die beste Bühnen-Performance auf Konzertreisen oder Musikfestivals absolviert haben. Bisher erhielten drei Künstler jeweils eine Auszeichnung in dieser Kategorie.

## Hintergrund
Am 24. April 2014 verkündete das US-amerikanische Musikmagazin Alternative Press, welches sich auf Punk, Hardcore und deren Subgenres spezialisiert hat, die erstmalige Verleihung der Alternative Press Music Awards. Begründet wurde dies damit, „dass das Alternative Press bereits seit 30 Jahren die führende Stimme in dieser Musik und dem Lebensstil sei und man nun endlich eine Nacht habe, um diesen zu zelebrieren.“
Die erste Awardverleihung fand am 21. Juli 2014 im Rock and Roll Hall of Fame Museum in Cleveland, Ohio statt. Die Leser des Musikmagazins konnten zunächst in zwölf Kategorien für ihre Favoriten stimmen, welche zuvor vom Magazin nominiert wurden. Darunter befand sich auch die Kategorie für den Besten Schlagzeuger/die Beste Schlagzeugerin. Im ersten Jahr gewann Mike Fuentes diese Auszeichnung. Im Folgejahr gewann Rian Dawson diesen Preis. 2016 erhielt Christian Coma von Black Veil Brides die Ehrung in dieser Kategorie.

## Statistik
Die Auszeichnung ging bisher bei drei Verleihungen an drei verschiedene Künstler. Alle drei bisherigen Preisträger, Rian Dawson, Mike Fuentes und Christian Coma kommen aus den Vereinigten Staaten. Bisher wurden Matt Greiner und Luke Holland am häufigsten in dieser Kategorie nominiert, allerdings konnte keiner in dieser Kategorie gewinnen. Jess Bowen war 2014 die erste Schlagzeugerin, die in der Kategorie für den Besten Schlagzeuger/die Beste Schlagzeugerin nominiert wurde.

## Gewinner und Nominierte Künstler

### Seit 2014
| Jahr               | Künstler / Band                    | Nationalität       | Weitere nominierte Künstler | Bilder der Künstler  |
| ------------------ | ---------------------------------- | ------------------ | --- | -------------------- |
| 2014 21. Juli 2014 | Mike Fuentes (Pierce the Veil)     | Vereinigte Staaten | - Jess Bowen (The Summer Set) - Josh Dun (twenty one pilots) - Matt Greiner (August Burns Red) - Luke Holland (The Word Alive) - Ryan Seaman (Falling in Reverse)  | Mike Fuentes, 2013   |
| 2015 22. Juli 2015 | Rian Dawson (All Time Low)         | Vereinigte Staaten | - Cyrus Bolooki (New Found Glory) - Jake Garland (Memphis May Fire) - Adam Gray (Texas in July) - Matt Greiner (August Burns Red) - Luke Holland (The Word Alive)  | Rian Dawson, 2006    |
| 2016 18. Juli 2016 | Christian Coma (Black Veil Brides) | Vereinigte Staaten | - Lionel Robinson (letlive.) - Jerod Boyd (Miss May I) - Dani Washington (Neck Deep) - Maxx Danziger (Set It Off!) - Aaron Gillespie (Underoath)                   | Christian Coma, 2011 |
| 2017 17. Juli 2016 | Frank Zummo (Sum 41)               |                    | - Arejay Hale (Halestorm) - Aric Improta (Night Verses) - Dean Butterworth (Good Charlotte) - Matt Mingus (Dance Gavin Dance) - JP Cappelletty (Machine Gun Kelly) |                      |